# 索芒库尔
索芒库尔（法語：Sommancourt，法語發音：[sɔmɑ̃kuʁ]）是法国上马恩省的一个市镇，属于圣迪济耶区。

## 地理
索芒库尔（48°30'14"N, 5°2'2"E）面积5.73 平方千米，位于法国大東部大區上马恩省，该省份为法国东北部内陆省份，北起马恩省和默兹省，西接奥布省，西南接科多尔省，东南接上索恩省，东临孚日省。
与索芒库尔接壤的市镇（或旧市镇、城区）包括：费镇、马尼厄、迈济耶尔、特鲁瓦方丹拉维尔、瓦勒雷。

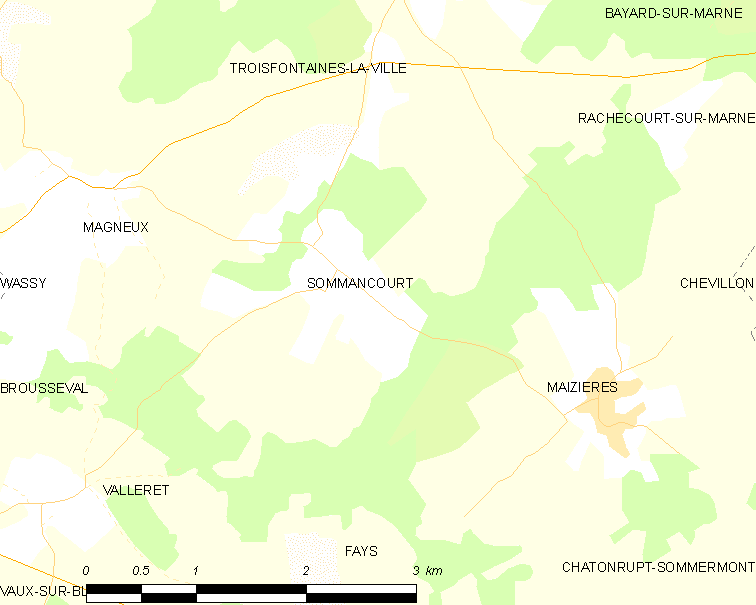
索芒库尔的OSM定位图

索芒库尔的时区为UTC+01:00、UTC+02:00（夏令时）。

## 行政
索芒库尔的邮政编码为52130，INSEE市镇编码为52475。

## 政治
索芒库尔所属的省级选区为厄尔维尔-比安维尔县。

## 人口

1962-2008年间索芒库尔人口变化图示

索芒库尔于2022年1月1日时的人口数量为55人。